# Diphyus platyaspis
Diphyus platyaspis är en stekelart som först beskrevs av Cameron 1885.  Diphyus platyaspis ingår i släktet Diphyus och familjen brokparasitsteklar. Inga underarter finns listade i Catalogue of Life.